# Trận Visayas
Lỗi Lua trong Mô_đun:Location_map tại dòng 495: Không có giá trị kinh độ.

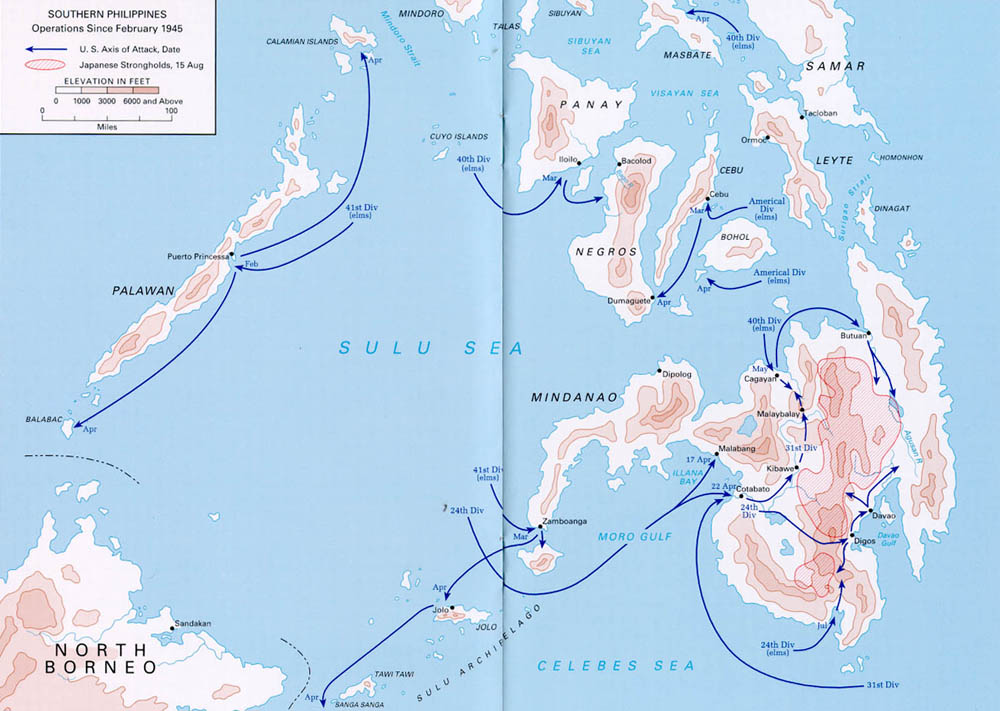
Bản đồ các chiến dịch của Hoa Kỳ ở Nam Philippines, 1945

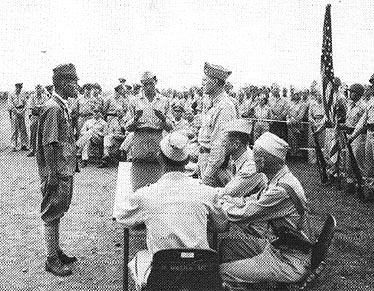
Các binh lính Nhật đầu hàng Sư đoàn 40 vào tháng 9 năm 1945

Trận Visayas là trận đánh diễn ra giữa lực lượng Hoa Kỳ và quân du kích Philippines chống lại quân Nhật diễn ra từ ngày 18 tháng 3 đến 30 tháng 7 năm 1945, trong một chuỗi các sự kiện có tên chính thức là Chiến dịch Victor I và II. Đây là một phần của chiến dịch giải phóng Philippines trong Thế chiến II. Trận đánh được thực hiện nhằm hoàn thành việc lấy lại quyền kiểm soát những phần trung tâm của quần đảo Philippines từ quân Nhật.

## Bối cảnh
Trong vòng hai tuần sau khi ra lệnh bao vây Palawan và bán đảo Zamboanga, Tướng Douglas MacArthur trực tiếp chỉ đạo việc tái chiếm những đảo nằm tách biệt thuộc quần đảo Visayas như Panay, Negros, Cebu và Bohol ở trung tâm Philippines.
Trong khi quân du kích Philippines đang kiểm soát phần lớn vùng nông thôn của quân đảo, khoảng 30 nghìn quân Nhật nắm giữ những thị trấn duyên hải quan trọng bao gồm thành phố Cebu trên đảo Cebu và thành phố Iloilo trên đảo Panay, là hai trong số những thành phố lớn thuộc Philippines. Bên cạnh việc thực hiện mong muốn và lời hứa quét sạch quân Nhật ra khỏi quần đảo, Tướng MacArthur muốn hai thành phố hải cảng trở thành những căn cứ quan trọng cho việc triển khai một lực lượng lớn để đổ bộ lên chính quốc Nhật Bản. Trước đó, Bộ Tổng Tham mưu Lực lượng Vũ trang Hoa Kỳ đã yêu cầu ông triển khai 22 sư đoàn cho chiến dịch trên chính quốc Nhật tại nhũng căn cứ thuộc Philippines vào thánh 11, 1945, cùng với 11 sư đoàn tiếp theo vào tháng 2 năm 1946.

## Diễn biến

### Chiến dịch VICTOR I
Hai khu vực được đề nghị tiến hành chiến dịch nhằm chia đôi vùng, là khu vực địa hình đồi núi ở Negros, đây là hòn đảo có địa hình chủ yếu là núi chạy dọc từ phía bắc đến phía nam, và những người lên kế hoạch quyết định sẽ bao vây khu vực phía bắc, bao gồm phía Tây Bắc Negros và đảo Panay, trong một chiến dịch mang tên VICTOR I. Thiếu tướng Robert L. Eichelberger, chỉ huy Quân đoàn 8, chỉ định Sư đoàn 40 Bộ binh, được thành lập từ Vệ binh Quốc gia California và những binh lính đến từ trận đánh tại Luzon do Thiếu tướng Rapp Brush, cùng với Trung đoàn Chiến đấu Không vận 503 làm lực lượng trừ bị.
Đảo Panay được chọn làm mục tiêu đầu tiên. Vào ngày 18 tháng 3 năm 1945, trong vòng 2 tuần lễ khi các cuộc ném bom những vị trí của quân Nhật diễn ra, Sư đoàn 40 Bộ binh với tiên phong là Trung đoàn 185 Bộ binh đổ bộ lên quận Santa Barbara, cách phía tây Iloilo vài dặm mà không gặp phải sự kháng cự nào. Do nơi này đã được lực lượng du kích Philippines vững mạnh gồm 23.000 lính đã kiểm soát phần lớn Panay, do Đại tá Macario Peralta chỉ huy. Tướng Eichelberger hồi tưởng: "Những người lính du kích Philippines đứng một cách cứng rắn, lộng lẫy trong những bộ đồng phục khaki rắn chắc và tô điểm bằng những dụng cụ chiến tranh". Trung đoàn tiến về bao vây sân bay tại Santa Barbara gần khu vực Mandurria. Quân Nhật co cụm ở trong thành phố Iloilo, và Sư đoàn 40 dễ dàng quét những căn cứ Nhật chỉ trong vòng hai ngày. Tiếp đó phần còn lại của chiến dịch là hoạt động của quân du kích và Tiểu đoàn 2, Trung đoàn 160 Bộ binh, và cho đến lúc kết thúc chiến tranh, đã có khoảng 1.500 lính Nhật đầu hàng.
Đảo Guimaras và Inampulagan, nằm giữa Panay và Negros, bị bao vây trong cùng ngày Iloilo thất thủ, 20 tháng 3 và ngày hôm sau, cả hai đảo đều thuộc về quân Đồng Minh mà không gặp phải một trở ngại nào.

### Bao vây Negros
Ngày 29 tháng 3, một trung đội được củng cố từ đại đội F, Trung đoàn 185 Bộ binh do Trung úy Aaron H. Hanson tiến lên bờ biển trong cuộc đổ bộ chính được thực hiện gần thành phố Bacolod, bao vây cây cầu thép dài 650-foot bắc qua sống Bago, nơi này ngăn cách mũi nhọn Pandan với thành phố chính gần đó, một mắt xích quan trọng trên con đường chuyển các vũ khí hạng nặng và dụng cụ. Các lính canh Nhật bị bất ngờ, và cây cầu được làm chủ chỉ vài giờ trước khi lực lượng củng cố được điều tới.

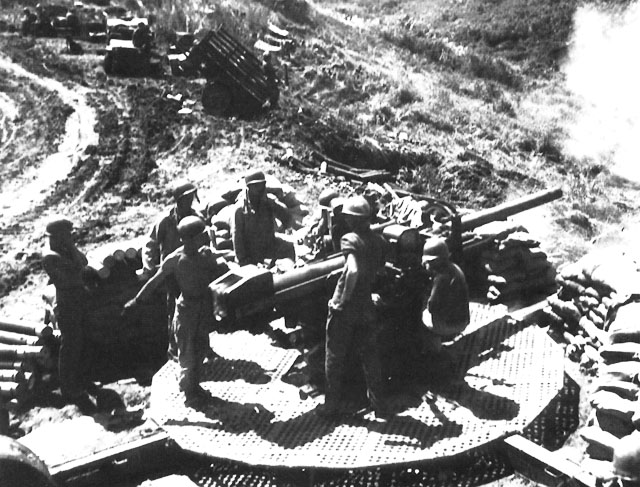
Pháo binh Hoa Kỳ đang hoạt động trên đảo Negros, tháng 4 năm 1945

Việc bất ngờ bao vây cây cầu trên sông Bago cho phép Trung đoàn 185 Bộ binh dễ dàng đổ bộ lên Pulupandan mà không gặp phải trở ngại nào, sau đó họ hành quân nhanh chóng, bao vây thêm bảy cây cầu nữa, và cuối cùng là chiếm được thành phố Bacolod vào ngày hôm sau 30 tháng 3, phần lớn thành công có được là nhờ quân Nhật chưa được chuẩn bị cho một cuộc đổ bộ từ bờ biển; bằng cách sử dụng pháo binh, họ khó có thể gây ra thiệt hại lớn cho đối phương. Sư đoàn 40 tiến ngày càng sâu vào bên trong đất liền và hướng về phía Talisay, nơi lực lượng Nhật đang cố gắng bẻ gãy cuộc hành quân của lực lượng Hoa Kỳ bằng cách trì hoãn nó, nhưng lực lượng Hoa Kỳ dễ dàng vô hiệu hóa quân Nhật tại đây và vào ngày 2 tháng 4, vùng đồng bằng dọc duyên hải Negros đã nằm trong tay Đồng Minh.
Vào ngày 9 tháng 4, tất cả ba trung đoàn thuộc Sư đoàn 40 tiến về phía đông vào vùng núi hiểm trở nằm chắn mặt trước hòn đảo. Quân Nhật chống trả kiên cường, với lợi thế là địa hình phức tạp, đã phòng thủ các vị trí của họ từ ngày này sang ngày khác, và từ đó thực hiện các cuộc tấn công bất ngờ vào ban đêm. Để đối phó lại, Sư đoàn 40 ngay lập tức bắt đầu sử dụng các đơn vị xâm nhập vào bên trong chiến trường bằng cách trườn qua các bẫy đặt sẵn và bãi mìn, sau đó tiến lên sườn đồi băng qua khu đất trống để tấn công các vị trí của quân Nhật. Ngày 23 tháng 5, tại San Jose Hacienda, người được nhận Huân chương Danh dự, Trung sĩ Tham mưu John C. Sjogren thuộc đại đội I, Trung đoàn 160 Bộ binh, dẫn đầu một cuộc tấn công như thế vào một đường hào trên tuyến đầu, và mặc dù bị thương bởi hỏa lực súng máy, đơn vị đã gây cho lực lượng Nhật thiệt hại khoảng 43 người, phá hủy 9 công sự, khi vị chỉ huy đi tiên phong mở đường cho đồng đội tiến lên. Đơn vị của Sjorgen, Đại đội I, sau đó được nhận danh hiệu Đơn vị Tuyên dương Tổng thống cho những hành động anh hùng trong trận đánh.
Đến ngày 4 tháng 6, lực lượng Nhật bắt đầu một cuộc rút lui tổng lực, nhằm lui về các vị trí vẫn chưa được khám phá trong vùng núi Negros. Tám tuần sau, Sư đoàn 40 đánh bại những tuyến phòng thủ cuối cùng và đẩy lùi những lực lượng còn lại của Nhật vào trong rừng sâu.

### Chiến dịch VICTOR II
Khoảng 1 tuần trước chiến dịch trên đảo Panay và tại khu vực tây bắc Negros, Chiến dịch VICTOR II, nhằm bao vây Cebu, Bohol, và miền đông nam Negros, cũng đang diễn ra. Sư đoàn 23 Bộ binh do Thiếu tướng William H. Arnold được giao thực thi chiến dịch theo lện của Tướong Eichelberger. Khoảng 14.500 lính Nhật đóng quân ở Cebu, nhưng khoảng 2.000 lính Nhật do Thiếu tướng Takeo Manjome đóng ở phía bắc Cebu đối đầu với 8.500 lính du kích do Trung tá James Cushing chỉ huy. Một phần ba lực lượng Nhật ở Cebu luôn ở trong tình thế sẵn sàng chiến đấu, với một mạng lưới trải dài các vị trí phòng thủ vòng quanh thành phố.

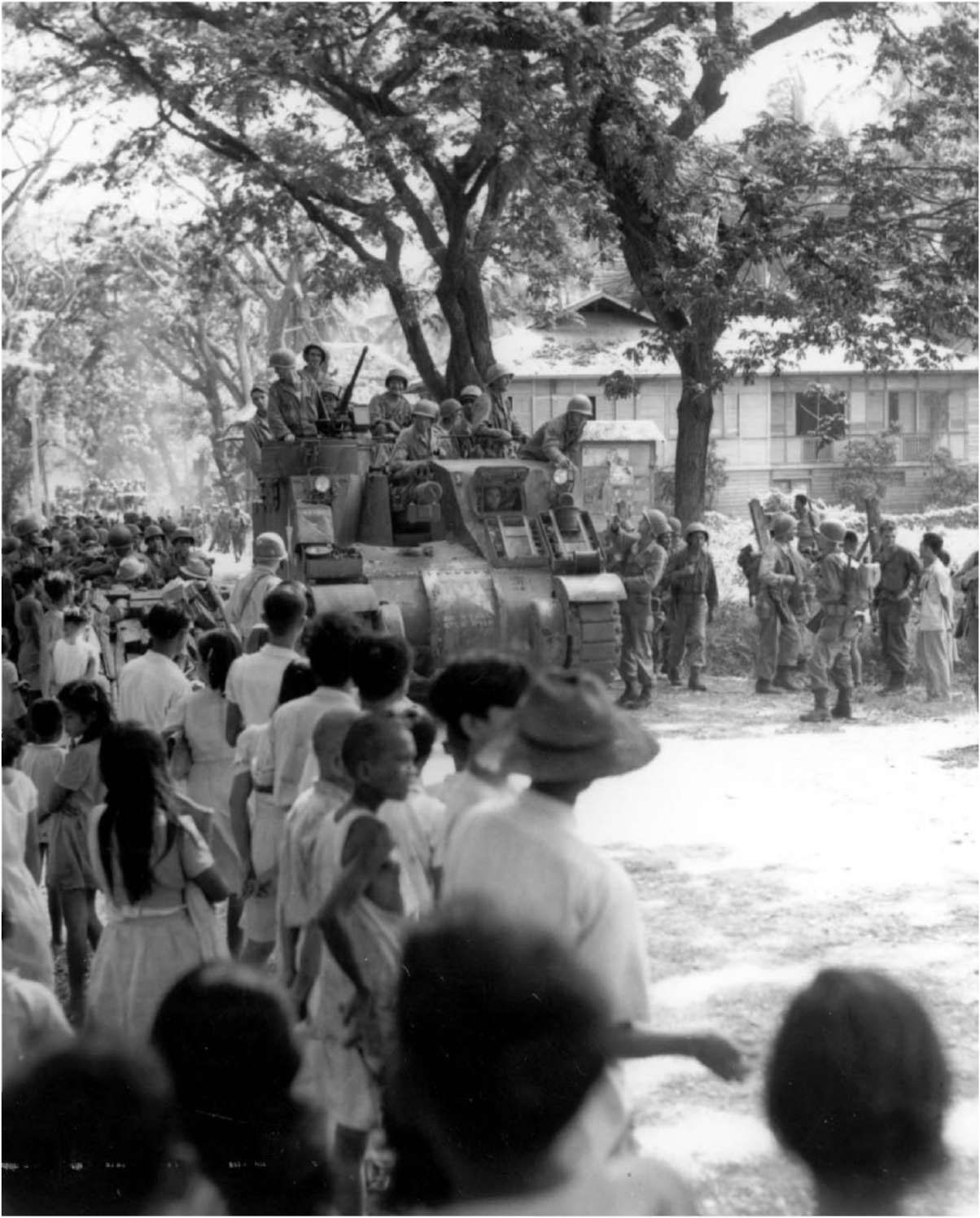
Cư dân thành phố Cebu chào đón lính Hoa Kỳ

Ngày 26 tháng 3 năm 1945, vào lúc 08:28 trên bãi biển Talisay, nằm cách thành phố Cebu 4 dặm (6,5 km) về hướng tây, Trung đoàn 182 Bộ binh và Trung đoàn 132 Bộ binh lần lượt đổ bộ lên đổ bộ lên theo hai hướng đông và tây, sau trận bắn phá kéo dài một giờ của hải quân. Quân Nhật chỉ chống trả yếu ớt, nhưng trước đó 10 trong số 15 phương tiện đổ bộ đầu tiên của quân Mỹ đã bị mìn phá hủy khi tiến lên bờ, và quân Nhật đã thành công trong việc ngăn chặn bước tiến của quân Mỹ. Việc này cũng khiến cho các làn sóng đổ bộ tiếp theo bị kẹt lại gây ra một sự hỗn độn lớn trên bờ biển, nhưng quân Nhật đã không lợi dụng được tình thế này để tiêu diệt các mục tiêu dễ dàng trên bờ biển. Khoảng 2 giờ sau, tình trạng hỗn độn được giải tỏa khi các binh lính cẩn trọng tiến theo các lối đi xuyên qua bãi mìn dày đặc và sử dụng cầu phao để tránh mìn và chướng ngại vật.
Ngày hôm sau, 27 tháng 3, Sư đoàn 23 Bộ binh tiến về thành phố Cebu vốn trước đó đã bị tàn phá, khi quân Mỹ thực hiện cuộc hành quân thần tốc. Ngày 28 tháng 3, sân bay Lahug, cách thành phố Cebu 2 dặm về phía đông bắc, bị bao vây, khi các binh lính dưới quyền Arnold bắt đầu đối mặt với các vị trí phòng thủ vững chắc của quân Nhật trên tuyến đầu và chiếm được nơi này trong cùng ngày. Các ngày tiếp theo, Trung đoàn 182 tiếp tục tấn công, khi quân Nhật cho nổ khu đạn dược của họ trên ngọn đồi thứ hai đã khiến cho Trung đoàn 182 bị tổn thất 50 người bị mất hoặc bị thương trong vụ nổ. Sự kháng cự mạnh mẽ của quân Nhật vẫn kéo dài dọc theo các phòng tuyến quanh thành phố, và khi Sư đoàn 23 cương quyết tấn công từng vị trí một với đội hình kết hợp xe tăng và bộ binh và hỏa lực hỗ trợ thiết yếu từ các khu trục hạm của Đệ Thất Hạm đội, quân Nhật dần dần bị đẩy lùi.
Ngày 13 tháng 4, nhằm thực hiện kế hoạch bọc lấy cánh phải của quân Nhật, Tướng Arnold bí mật gửi trung đoàn sau khi trở về từ chiến trường của ông, trung đoàn 164 Bộ binh, hành quân 25 dặm (40 km) về hướng tây, tiến ra phía sau tiền tuyến quân Nhật, và cùng với tất cả ba trung đoàn, trung đoàn 182 và 132 ở mặt trước và trung đoàn 164 từ phía sau tấn công cùng một lúc, quân Nhật buộc phải rút lui. Trước sự hiện diện của cả hỏa lực từ trên không và pháo binh của đối phương, Tướng Manjome nhận ra rằng toàn bộ lực lượng của ông gần như chắc chắn sẽ bị tiêu diệt, do đó ông đã ra lệnh thực hiện một cuộc thoái lui vào khu vực núi đồi phía bắc Cebu vào ngày 16 tháng 4. Các chiến dịch truy kích bắt đầu vào ngày 20 tháng 4, và cùng với lực lượng du kích của Cushing, họ đã tiêu diệt bất kỳ quân Nhật nào quay lại chống trả. Khoảng 8.500 lính Nhật vẫn kháng cự ở phía bắc Cebu cho đến cuối cuộc chiến.

### Chiếm giữ Bohol và Đông nam Negros

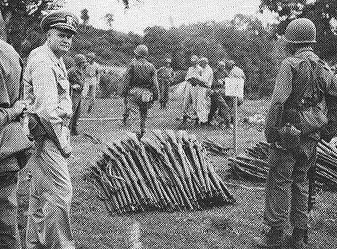
Vũ khí quân đội Nhật bị tịch thu, 1945

Ngày 11 tháng 4 năm 1945, ngay trước khi chiến sự tại Cebu lắng dịu, Sư đoàn 23 Bộ binh được giao nhiệm vụ tại các khu vực khác, như đảo Bohol và miền đông nam Negros trở thành các mục tiêu tiếp theo, khi một tiểu đoàn thuộc Trung đoàn 164 Bộ binh đổ bộ lên thành phố Tagbilaran nằm trên bờ biển phía đông đảo Bohol. Và với sự giúp sức của lực lượng du kích địa phương, tiểu đoàn tiến lên bờ, xác định vị trí đối phương và làm chủ hòn đảo vào cuối tháng với thương vong là 7 lính bị chết.
Ngày 26 tháng 4, các lực lượng còn lại của Trung đoàn 164 đổ bộ lên Sibulan, khoảng 5 dặm (8 km) về phía bắc Dumaguete, phối hợp với nhóm thám thính của Sư đoàn 40, và trong hai ngày, triển khai các cuộc tấn công vào 1.300 lính Nhật đang cố thủ trong các công sự hào nằm trên các điểm cao xung quanh Dumaguete. Các chiến dịch lớn vẫn tiếp tục cho đến ngày 28 tháng 5 năm 1945, khi cuối cùng quân Nhật cũng thất thủ và quân du kích Philippines nhận trọng trách tiếp tục các chiến dịch. Trung đoàn 164 Bộ binh bị tổn thất 35 người bị giết và 180 người bị thương ở phía đông nam Negros, trong khi quân Nhật mất 350 người cùng với 15 người bị bắt làm tù binh.

## Kết quả
Tổng kết, trong các chiến dịch tại Visayas của Quân đoàn 8 chịu tổn thất ít hơn so với thương vong của quân Nhật. Sư đoàn 40 ở Panay và đông bắc Negros tổn thất 390 người mất và 1.025 người bị thương so với con số 4.080 người mất và 3.300 người khác bị mất vì bệnh tật hoặc đói khát của quân đội Nhật. Sư đoàn 23 tại Cebu và Bohol chị tổn thất 417 lính bị chết và 1.700 bị thương, so với 5.750 lính bị mất của và 500 bị thương của quân Nhật.
Mặc dù một số đơn vị của Nhật đã lui về để tồn tại được trong các vùng núi sâu bên trong các đảo, nhưng các đơn vị của Tướng Eichelberger đã giải phóng gần như toàn bộ Visayas. Tướng MacArthur đặc biệt hài lòng với các chiến dịch diễn ra nhanh chóng và thắng lợi so với những trận đánh kéo dài, cẩn thận của Quân đoàn 6 ở Luzon. Ngày 21 tháng 4 năm 1945, ông gọi các chiến dịch của Eichelberger tại Visayas qua một bức điện mừng chiến thắng là "kiểu mẫu của một chiến dịch nhanh chóng nhưng linh hoạt có thể giành thắng lợi trong một thời gian ngắn ngủi"